# Carex paniculata
Carex paniculata es una especie de planta herbácea de la familia Cyperaceae. 

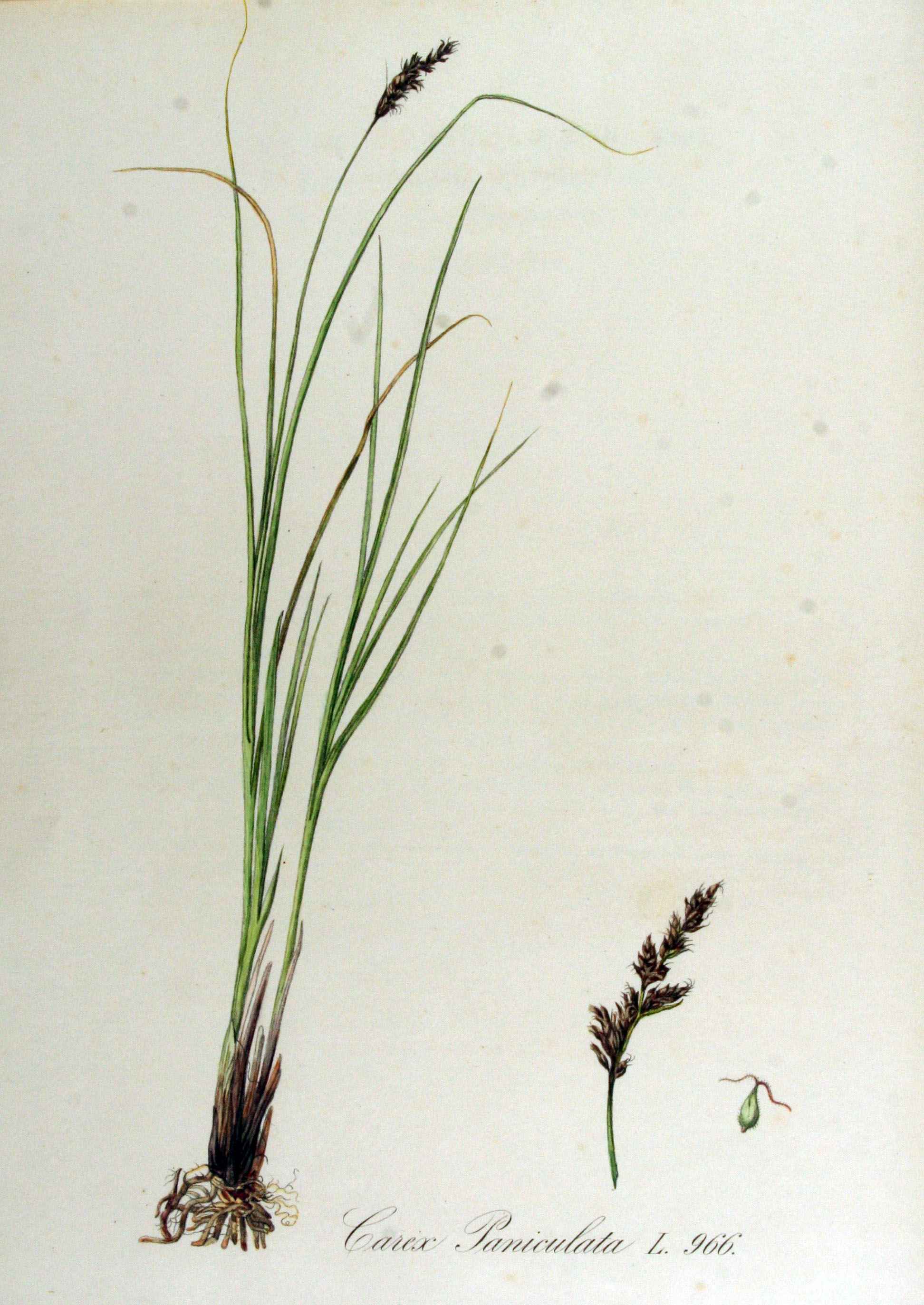
Ilustración

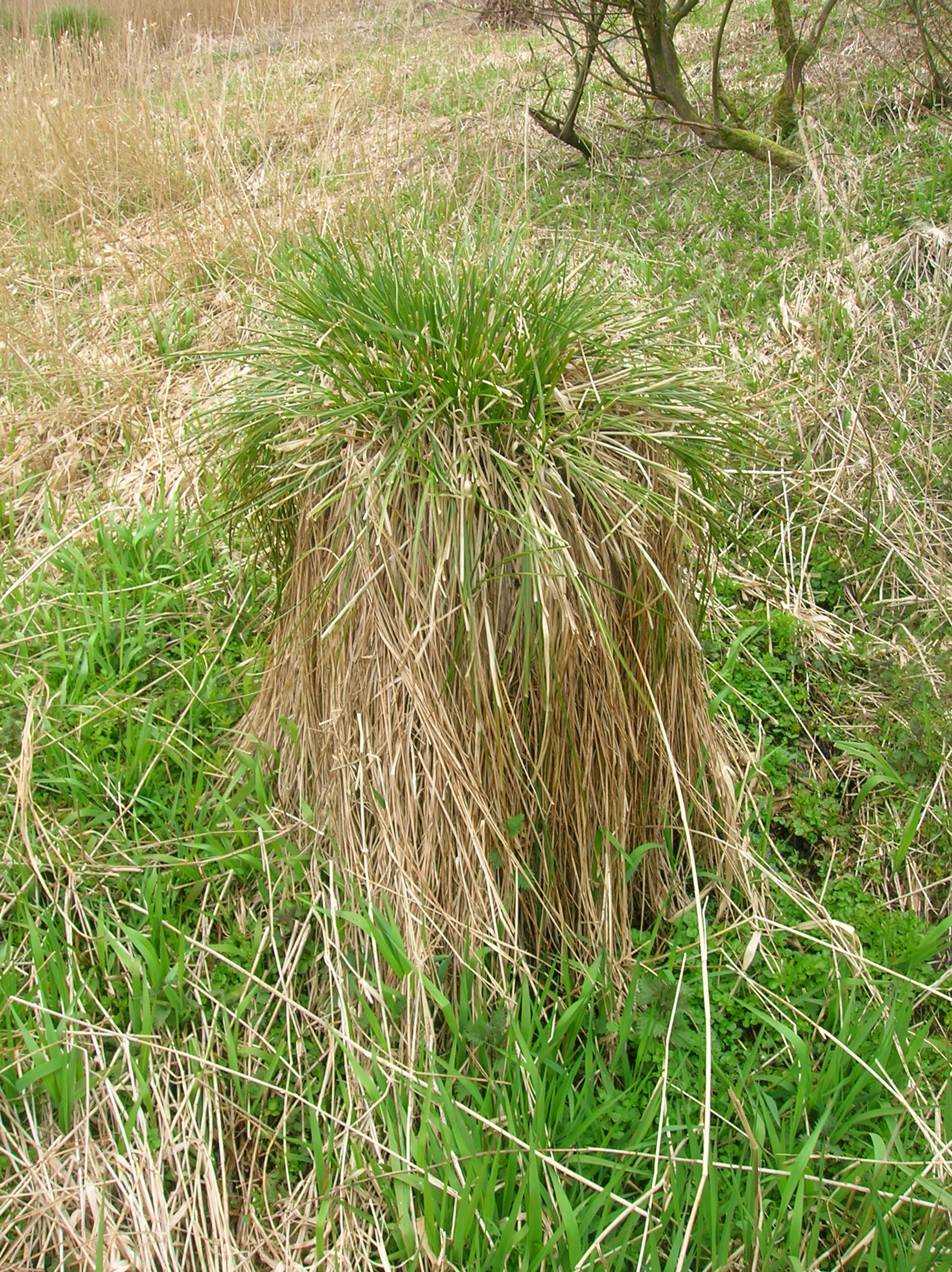
Detalle de la planta

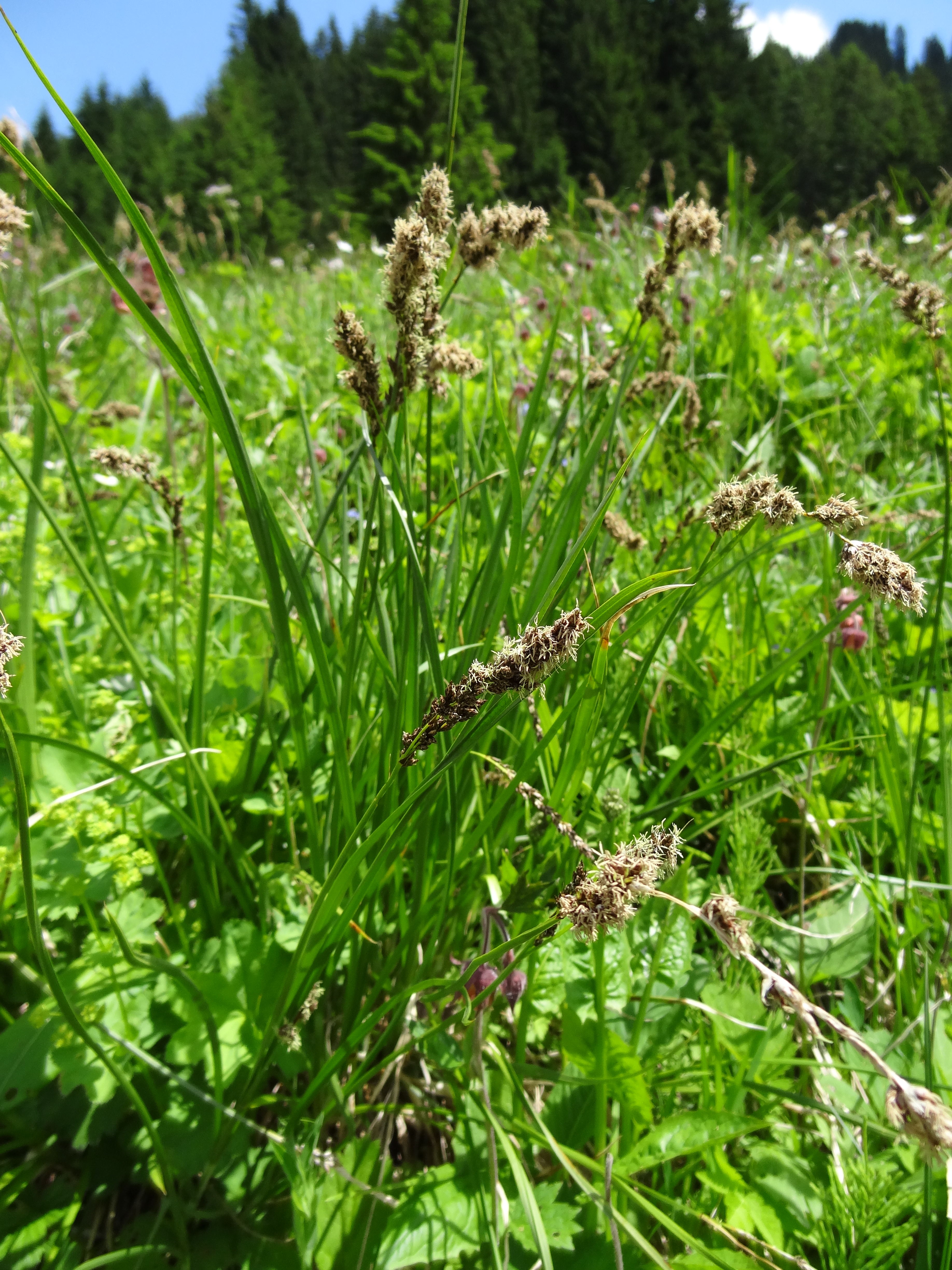
Detalle de la planta

## Descripción
Es una planta densamente cespitosa, formadora de grandes macollas. Tallos de 40-130(150)cm de altura, trígonos, con los ángulos agudos, escábridos entre los 3/4 y 1/4 superior. Hojas (2,5)3-7(8) mm de anchura, de longitud menor que los tallos, planas o canaliculadas, fuertemente ásperas en los bordes, bastante rígidas; lígula (0,2)1-2(4) mm, obtusa, redondeada o truncada; sin antelígula; vainas basales enteras,escuamiformes, de color pardo. Bráctea inferior de longitud mucho menor que la inflorescencia, incluso frecuentemente que su rama correspondiente, setácea,rara vez foliácea, no envainante. Espigas pequeñas, muy numerosas, en inflorescencias paniculadas muy ramosas de (2,8)7-30(39,5) cm, ± ovales. Glumas ovales, agudas o mucronadas, de color pardo o pajizas, con ancho margen escarioso, las femeninas generalmente menores que los utrículos. Utrículos (2,4)2,5-3,7(4,5) × 0,9-2 mm, de contorno anchamente triangular (piriformes),plano convexos, esponjosos en la base, con las paredes muy gruesas en la mitadinferior, con varios nervios muy marcados o nervadura apenas perceptible, de color pardo muy obscuro, atenuados en un pico de (0,5)0,7-1(1,6) mm, algo alado, serrulado, bífido, con una hendidura en su cara abaxial. Aquenios 1,3-2,5× 0,7-1,2 mm, de contorno oval, plano-convexos o biconvexos, estipitados, con la base del estilo persistente en forma de una corta columna.

## Distribución y hábitat
Se encuentra en los bordes de cursos de agua, alisedas y prados higroturbosos; a una altitud de 0-2600 metros en Europa, con puntos aislados del W de Asia, Marruecos, Tenerife y archipiélago de Cabo Verde. Casi en toda la península ibérica, con excepción de la mayoría de las provincias costeras mediterráneas.

## Taxonomía
Carex paniculata fue descrita por   Carlos Linneo  y publicado en Centuria I. Plantarum ... 31. 1755.
Citología
Número de cromosomas de Carex paniculata (Fam. Cyperaceae) y táxones infraespecíficos: 2n=60
Etimología
Ver: Carex
paniculata; epíteto latino  que significa "con panículas".
Variedades
- Carex paniculata subsp. calderae (A.Hansen) Lewej. & Lobin
- Carex paniculata subsp. lusitanica (Willd.) Maire
- Carex paniculata subsp. paniculata
- Carex paniculata subsp. szovitsii (V.I.Krecz.) Ö.Nilsson

Sinonimia
- Caricina paniculata (L.) St.-Lag.
- Physiglochis paniculata (L.) Raf.
- Rhynchopera paniculata (L.) Börner
- Rhynchopera paniculata (L.) Fedde & J. Schust.
- Vignea paniculata (L.) Rchb.[5][6]

subsp. calderae (A.Hansen) Lewej. & Lobin
- Carex calderae A.Hansen

subsp. lusitanica (Willd.) Maire
- Carex lusitanica Willd.
- Loxotrema lusitanica (Willd.) Raf.
- Vignea paniculata subsp. lusitanica (Willd.) Soják

subsp. paniculata
- Carex diandra Roth
- Carex punctulata Leers
- Carex racemosa Borkh.

subsp. szovitsii (V.I.Krecz.) Ö.Nilsson
- Carex szovitsii V.I.Krecz.

## Nombres comunes
- Castellano: lastón, masiega.[7]